# 경부고속도로 관광버스 화재
경부고속도로 관광버스 화재 사고는 2016년 10월 13일 울산광역시 울주군 언양읍 언양 분기점에서 울산 나들목 방향으로 가는 관광버스가 가드레일과 충돌한 뒤 화재가 발생한 사고이다. 이 사고로 탑승객 20명 중 10명이 사망하고 중상자 1명을 포함해 7명이 부상당했다.

## 전개
2016년 10월 13일 22시 10분에 울산 태화관광 소속 관광버스가 과속상태로 1차로에서 주행하다 2차로로 급격히 차선을 변경하였고, 이로 인해 차량이 균형을 잃어 방호벽을 3차례 충격하였다. 이때 마찰열로 생긴 불꽃이 연료탱크로 옮겨붙어 화재가 발생하였다. 22시 19분에 선착대가 도착하여 화재 진화와 인명구조를 실시하였으며, 22시 40분에 초기 진화를 완료하고 23시 1분에 화재를 완전히 진압한 후, 10월 14일 3시 35분에 도로의 통행이 재개되었다.